# Saint-Martin-du-Mont (Saône-et-Loire)
Saint-Martin-du-Mont ist eine französische Gemeinde im Département Saône-et-Loire in der Region Bourgogne-Franche-Comté. Sie gehört zum Arrondissement Louhans und zum Kanton Louhans. Der Ort hat 175 Einwohner (Stand 1. Januar 2022).

## Geografie

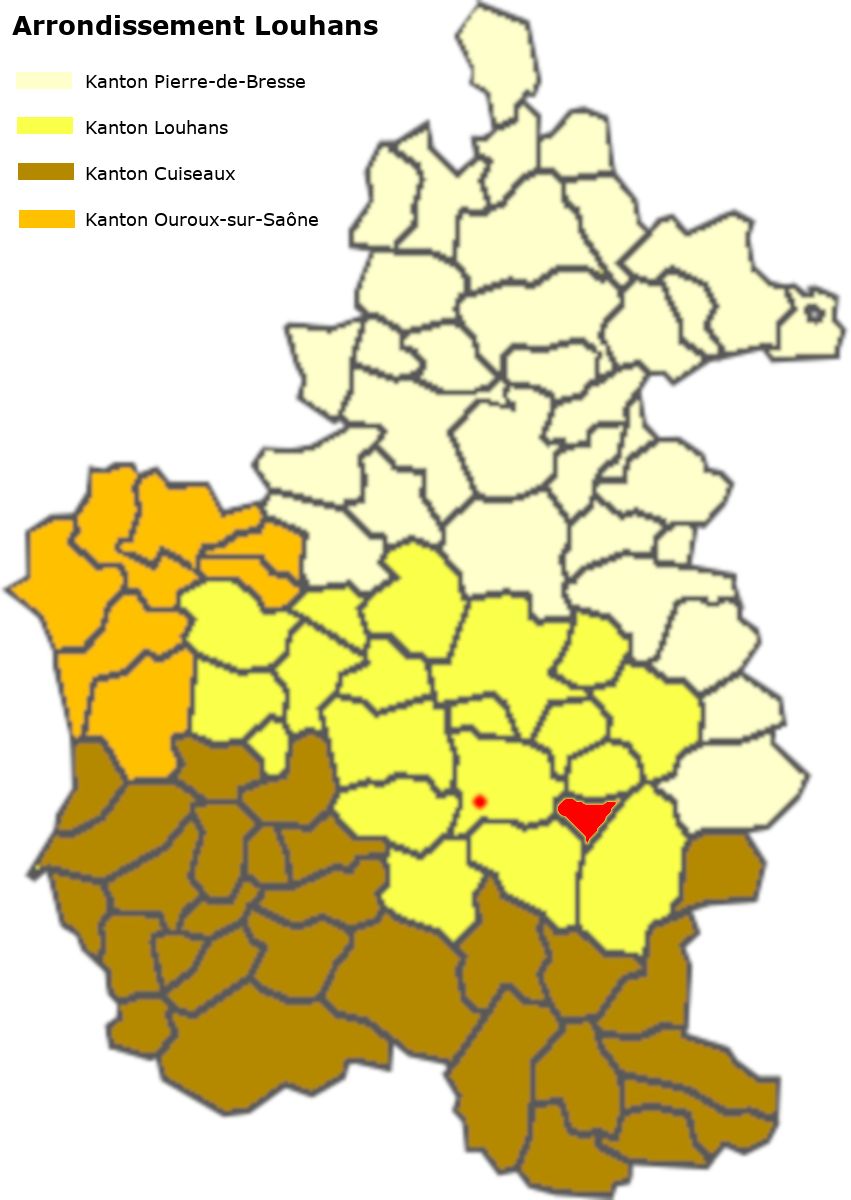
Lage der Gemeinde im Arrondissement Louhans

Saint-Martin-du-Mont liegt in der Landschaft Bresse, 5,5 Kilometer ostsüdöstlich von Louhans an der Departementsstraße D21 von Louhans nach Flacey-en-Bresse. Die nördliche Gemeindegrenze bildet der Ruisseau de Blaine, der hier noch Blanette genannt wird und der Ruisseau de l’Étang du Villard. Im Südwesten bildet die Vallière die Grenze zum Nachbarort Bruailles. Die Gemeinde weist nur im Westen und Osten größere bewaldete Flächen auf.
Zur Gemeinde gehören folgende Weiler und Fluren: la Baraque, la Blaine, Bois-Jannin, le Carruge-Garnier, les Chambards, Champ-Diot, la Charrière, les Courbes, les Culets, le Curtil, la Montagne, Moulin-des-Chalires, les Poiriers, les Prosts, le Ronceau, Saint-Martin, les Sapins, la Tournelle.

### Klima
Das Klima in Saint-Martin-du-Mont ist warm und gemäßigt. Es gibt das ganze Jahr über deutliche Niederschläge, selbst der trockenste Monat weist noch hohe Niederschlagsmengen auf. Die Klassifikation des Klimas nach Köppen und Geiger ist Cfb ((Gemäßigtes) Ozeanklima). Die Temperatur liegt im Jahresdurchschnitt bei 11,9 °C. Der wärmste Monat ist der Juli mit einer Durchschnittstemperatur von 21,0 °C, der kälteste der Januar mit 3,3 °C. Über ein Jahr verteilt summieren sich die Niederschläge auf 1042 mm, dabei ist der November mit 119 mm der niederschlagsreichste, während Juli als trockenster Monat 62 mm aufweist. Über das ganze Jahr werden etwa 2725 Sonnenstunden gezählt.
|                        | Jan | Feb | Mär  | Apr  | Mai  | Jun  | Jul  | Aug  | Sep  | Okt  | Nov  | Dez |   |      |
| Mittl. Temperatur (°C) | 3,3 | 3,8 | 7,5  | 11,1 | 14,9 | 19,0 | 21,0 | 20,6 | 16,9 | 12,9 | 7,4  | 4,1 | ⌀ | 11,9 |
| Mittl. Tagesmax. (°C)  | 6,2 | 7,6 | 11,8 | 15,6 | 19,2 | 23,7 | 25,7 | 25,3 | 21,3 | 16,9 | 10,5 | 6,9 | ⌀ | 15,9 |
| Mittl. Tagesmin. (°C)  | 0,7 | 0,6 | 3,2  | 6,3  | 10,2 | 14,1 | 16,1 | 15,8 | 12,6 | 9,2  | 4,4  | 1,5 | ⌀ | 7,9  |
|                        |     |     |      |      |      |      |      |      |      |      |      |     |   |      |
| Niederschlag (mm)      | 101 | 85  | 80   | 88   | 85   | 68   | 62   | 65   | 82   | 99   | 119  | 108 | Σ | 1042 |

| 0,7 |

| 0,6 |

| 3,2 |

| 6,3 |

| 10,2 |

| 14,1 |

| 16,1 |

| 15,8 |

| 12,6 |

| 9,2 |

| 4,4 |

| 1,5 |

| 0,7 |

| 0,6 |

| 3,2 |

| 6,3 |

| 10,2 |

| 14,1 |

| 16,1 |

| 15,8 |

| 12,6 |

| 9,2 |

| 4,4 |

| 1,5 |

## Toponymie
Der Ort taucht erstmals 930 auf als In pago Scodingensi… foresta de Montis, damit wird also ein Bergwald erwähnt. Die Kirche war dem Heiligen Martin geweiht, wodurch sich der Name der heutigen Gemeinde bildete. Vermutlich war der heutige Weiler Tournelle eher bedeutender, er war jedenfalls ein eigenes Lehen, es bestand ein Schloss und eine Familie nannte sich nach diesem Ort.
Als Folge der Revolution und der damit verbundenen Säkularisierung wurden Ortsnamen, die sich auf Heilige bezogen, im Allgemeinen umbenannt. So trug auch Saint-Martin-du-Mont während einiger Zeit den Namen Montagne-de-Mont.

## Geschichte
Guillaume de la Tournelle war 1220 Maréchal de France und im 14. Jahrhundert heiratete Jean Bouton eine Caterin de la Tournelle. Im 16. Jahrhundert war Theode Bouton Herr von La Tournelle, seine Enkelin Marie Bouton heiratete 1643 Joseph-Guillaume de Rovorée, damit ging die Herrschaft an diese Familie über. Die Kirche von Saint-Martin-du-Mont wurde 1659 wieder aufgebaut, musste also schon früher bestanden haben. Sie ist dem Heiligen Martin geweiht.

### Heraldik
Die Gemeinde verwendet ein modernes Wappen, geschaffen von Jean-Françcois Binon, das die Besonderheiten der Gemeinde hervorheben soll: Auf Blau zwei silberne gewellte Schrägbalken, im geteilten Schildhaupt links auf Blau ein silberner steigender Hermelinlöwe, rechts ein rotes Feld mit einem goldenen Pferdekopf.
Die silbernen gewellten Schrägbalken im Schild dürften darauf hinweisen, dass im Gemeindegebiet auf 505 Meter Höhe die Ougne entspringt. Der Hermelinlöwe bezieht sich auf die Gegend, in der der Ort liegt, nämlich die Bresse, deren inoffizielles regionales Wappen der steigende Hermelinlöwe auf Blau ist. Der Pferdekopf dürfte darauf hinweisen, dass Pferdezucht und -haltung wichtige Erwerbszweige in der Gemeinde sind.

## Bevölkerung
| Saint-Martin-du-Mont: Einwohnerzahlen von 1793 bis 2020 | Saint-Martin-du-Mont: Einwohnerzahlen von 1793 bis 2020 | Saint-Martin-du-Mont: Einwohnerzahlen von 1793 bis 2020 | Saint-Martin-du-Mont: Einwohnerzahlen von 1793 bis 2020 | Saint-Martin-du-Mont: Einwohnerzahlen von 1793 bis 2020 |
| --- | ------------------------------------------------------- | ------------------------------------------------------- | ------------------------------------------------------- | ------------------------------------------------------- |
| Jahr |                                                         |                                                         |                                                         | Einwohner                                               |
| 1793 | 1793                                                    |                                                         | 214                                                     | 214                                                     |
| 1800 | 1800                                                    |                                                         | 206                                                     | 206                                                     |
| 1806 | 1806                                                    |                                                         | 260                                                     | 260                                                     |
| 1821 | 1821                                                    |                                                         | 264                                                     | 264                                                     |
| 1831 | 1831                                                    |                                                         | 304                                                     | 304                                                     |
| 1836 | 1836                                                    |                                                         | 266                                                     | 266                                                     |
| 1841 | 1841                                                    |                                                         | 258                                                     | 258                                                     |
| 1846 | 1846                                                    |                                                         | 239                                                     | 239                                                     |
| 1851 | 1851                                                    |                                                         | 240                                                     | 240                                                     |
| 1856 | 1856                                                    |                                                         | 248                                                     | 248                                                     |
| 1861 | 1861                                                    |                                                         | 240                                                     | 240                                                     |
| 1866 | 1866                                                    |                                                         | 231                                                     | 231                                                     |
| 1872 | 1872                                                    |                                                         | 247                                                     | 247                                                     |
| 1876 | 1876                                                    |                                                         | 266                                                     | 266                                                     |
| 1881 | 1881                                                    |                                                         | 242                                                     | 242                                                     |
| 1886 | 1886                                                    |                                                         | 241                                                     | 241                                                     |
| 1891 | 1891                                                    |                                                         | 235                                                     | 235                                                     |
| 1896 | 1896                                                    |                                                         | 211                                                     | 211                                                     |
| 1901 | 1901                                                    |                                                         | 238                                                     | 238                                                     |
| 1906 | 1906                                                    |                                                         | 213                                                     | 213                                                     |
| 1911 | 1911                                                    |                                                         | 212                                                     | 212                                                     |
| 1921 | 1921                                                    |                                                         | 199                                                     | 199                                                     |
| 1926 | 1926                                                    |                                                         | 205                                                     | 205                                                     |
| 1931 | 1931                                                    |                                                         | 195                                                     | 195                                                     |
| 1936 | 1936                                                    |                                                         | 190                                                     | 190                                                     |
| 1946 | 1946                                                    |                                                         | 166                                                     | 166                                                     |
| 1954 | 1954                                                    |                                                         | 166                                                     | 166                                                     |
| 1962 | 1962                                                    |                                                         | 179                                                     | 179                                                     |
| 1968 | 1968                                                    |                                                         | 167                                                     | 167                                                     |
| 1975 | 1975                                                    |                                                         | 137                                                     | 137                                                     |
| 1982 | 1982                                                    |                                                         | 167                                                     | 167                                                     |
| 1990 | 1990                                                    |                                                         | 155                                                     | 155                                                     |
| 1999 | 1999                                                    |                                                         | 146                                                     | 146                                                     |
| 2006 | 2006                                                    |                                                         | 151                                                     | 151                                                     |
| 2009 | 2009                                                    |                                                         | 200                                                     | 200                                                     |
| 2014 | 2014                                                    |                                                         | 216                                                     | 216                                                     |
| 2020 | 2020                                                    |                                                         | 180                                                     | 180                                                     |
| Quelle(n): EHESS/Cassini bis 2006, ab 2009 INSEE Anmerkung(en): • Ab 1962 offizielle Zahlen ohne Einwohner mit Zweitwohnsitz • Höchste Einwohnerzahl 1831 mit 304, tiefste Einwohnerzahl 1975 mit 137 (45,1 % vom Maximum) |                                                         |                                                         |                                                         |                                                         |

| Bevölkerungsstruktur | Anzahl Einwohner | männlich | weiblich | davon Ausländer | Anteil % |
| -------------------- | ---------------- | -------- | -------- | --------------- | -------- |
|                      | 177              | 95       | 82       | 3               | 1,7      |

| Männer | Alterstufe | Frauen |
| ------ | ---------- | ------ |
| 0      | 90 + älter | 0      |
| 6      | 75–89      | 11     |
| 21     | 60–74      | 20     |
| 22     | 45–59      | 18     |
| 15     | 30–44      | 13     |
| 14     | 15–29      | 9      |
| 19     | 0–14       | 12     |

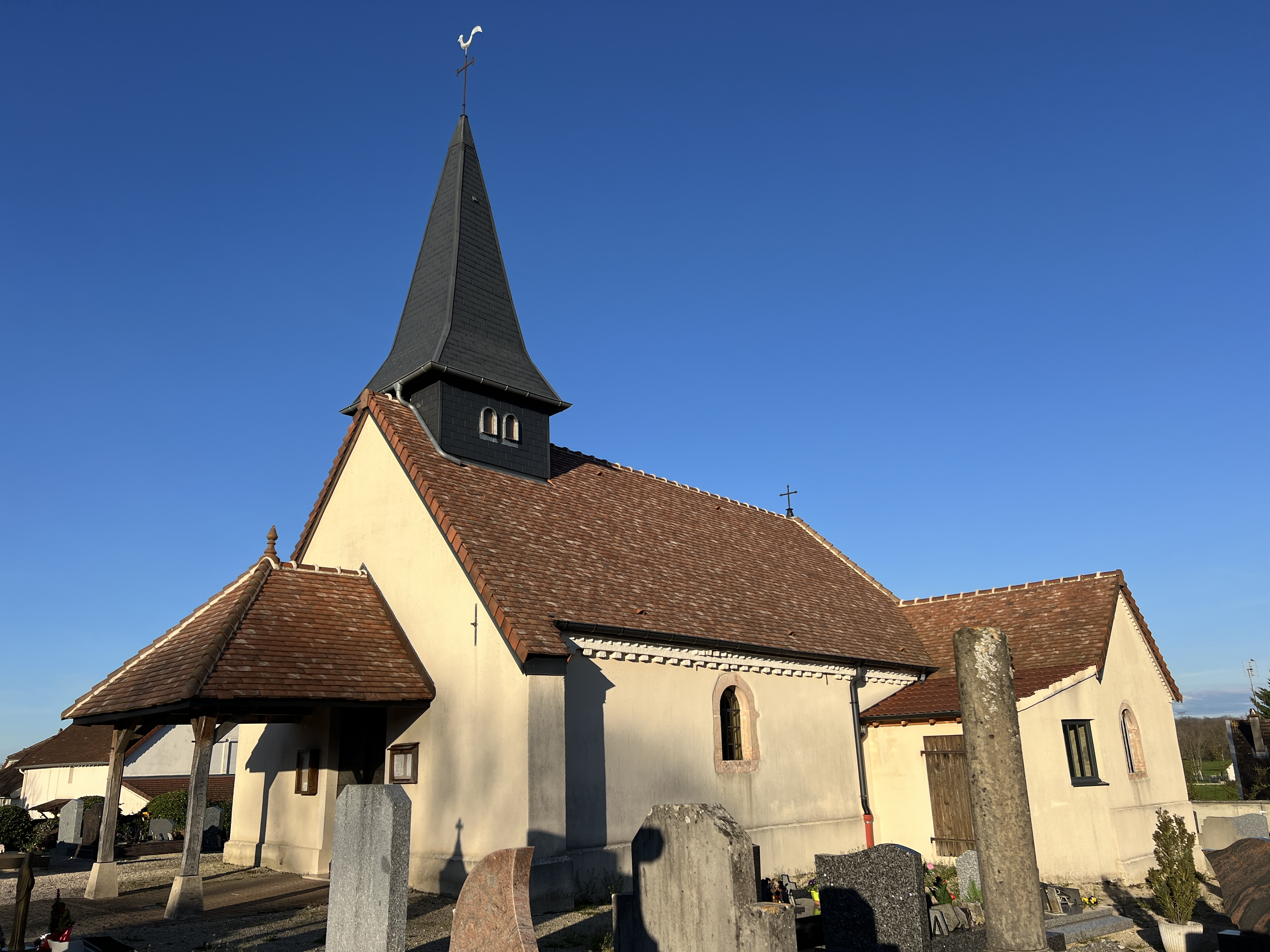
Kirche Saint Martin in Saint-Martin-du-Mont

Die Bevölkerungsstruktur zwischen Männern und Frauen weist einen Überhang zugunsten der Männer auf, diese machen 53,7 % der Bevölkerung aus. Dabei sind 46 % der Bevölkerung jünger als 45 Jahre. Die Gruppe der unter 15-Jährigen macht 17,5 % der Bevölkerung aus. Demgegenüber sind 32 % der Einwohner älter als 60 Jahre und damit im Rentenalter. Diese Struktur dürfte auf die Tatsache zurückzuführen sein, dass seit 1999 dank einer regen Bautätigkeit die Wohneinheiten um 46 % zugenommen haben. Dadurch dürfte ein verstärkter Zuzug von jungen Familien mit Kindern erfolgt sein.
| Wohnstruktur               | Anzahl Wohneinheiten | davon Häuser | Wohnungen | sonstige |
| -------------------------- | -------------------- | ------------ | --------- | -------- |
|                            | 101                  | 97           | 4         |          |
| davon Hauptwohnsitz        | 78                   |              |           |          |
| Zweit- oder Ferienwohnsitz | 13                   |              |           |          |
| vakant                     | 10                   |              |           |          |

## Wirtschaft und Infrastruktur

### Unternehmen, Betriebe, Ladengeschäfte und Einrichtungen
In der Gemeinde gibt es nebst Kirche und Mairie (Gemeindehaus) folgende Unternehmen nach Branchen:
| Branche                                                           | Anzahl Betriebe |
| ----------------------------------------------------------------- | --------------- |
| Industrie und verarbeitendes Gewerbe                              |                 |
| Baugewerbe                                                        | 2               |
| Groß- und Einzelhandel, Verkehr, Beherbergung und Gastronomie     | 2               |
| Information und Kommunikation                                     |                 |
| Finanz- und Versicherungsdienstleistungen                         |                 |
| Grundstücks- und Wohnungswesen                                    |                 |
| Freiberufliche, wissenschaftliche und technische Dienstleistungen | 1               |
| Öffentliche Verwaltung, Unterricht, Gesundheits- und Sozialwesen  | 1               |
| Sonstige Dienstleistungen                                         | 1               |
| Land- und Forstwirtschaftsbetriebe                                | 3               |

In der Gemeinde befinden sich ein Schönheitssalon und ein Maler/Gipser, ferner eine Turn- und Sporthalle, ein Mehrzwecksaal und ein Restaurant. Mit den Gütern des täglichen Bedarfs versorgen sich die Einwohner weitgehend in Louhans.

### Geschützte Produkte in der Gemeinde
Als AOC-Produkte sind in Saint-Martin-du-Mont Volaille de Bresse und Dinde de Bresse, ferner Crème et beurre de Bresse zugelassen.

### Bildungseinrichtungen
In der Gemeinde bestehen keine schulischen Einrichtungen mehr, die Kinder werden in den Schulen von Sagy ausgebildet.